# Новослобідські дуби
Новослобідські дуби — ботанічна пам'ятка природи місцевого значення в Україні. Об'єкт природно-заповідного фонду Сумської області. 
Розташований у межах Путивльського району Сумської області, біля с. Нова Слобода в урочищі «Монастирський ліс» лісового фонду ДП «Конотопський лісгосп» біля зовнішньої стіни Софронієво-Молченського чоловічого монастиря.
Площа 0,04 га. Перебуває у віданні Конотопського лісгоспу. Місце зростання двох дерев дуба черешчатого віком близько 600 років.